# Tyreoperoxidas
Tyreoperoxidas (TPO) är ett hemprotein och peroxidas som huvudsakligen finns i sköldkörteln, vars funktion är att inleda oxideringen av jodid till jod.
Jod når sköldkörteln huvudsakligen i form av Na+/I-, en molekyl med natrium och jodid (jodradikal). Genom katalys ändrar tyreoperoxidasen jodidens laddning och tar bort en elektron (jod) eller laddar den med en positron (jodinium). Därefter kan jodet verka i kroppen. Jodet används då till att bilda proteiner, i synnerhet tyreoglobulin.
Vid autoimmuna sjukdomar kan kroppen bilda autoantikroppar mot tyreoperoxidasen.